# Flosta
Flosta is een  voormalige gemeente in de fylke Agder in het zuiden van Noorwegen. De gemeente ontstond in 1902 als afsplitsing van de gemeente Dypvåg. In 1962 ging Flosta op in de gemeente Moland, die op zijn beurt in 1992 opging in de gemeente Arendal. 
Flosta omvatte twee eilanden, Flosterøya en Tverrdalsøya, alsmede een strook op het vaste land. De parochiekerk uit 1634 staat op Flosterøya. Het gemeentebestuur was gevestigd in het dorp Kilsund, dat deels op Flosterøya en deels op Tverrdalsøya ligt.